# Klangfiguren (Walzer)
Klangfiguren ist ein Walzer von Johann Strauss Sohn (op. 251). Das Werk wurde am 4. Februar 1861 im Sofienbad-Saal in Wien erstmals aufgeführt. 